# Franca Sozzani

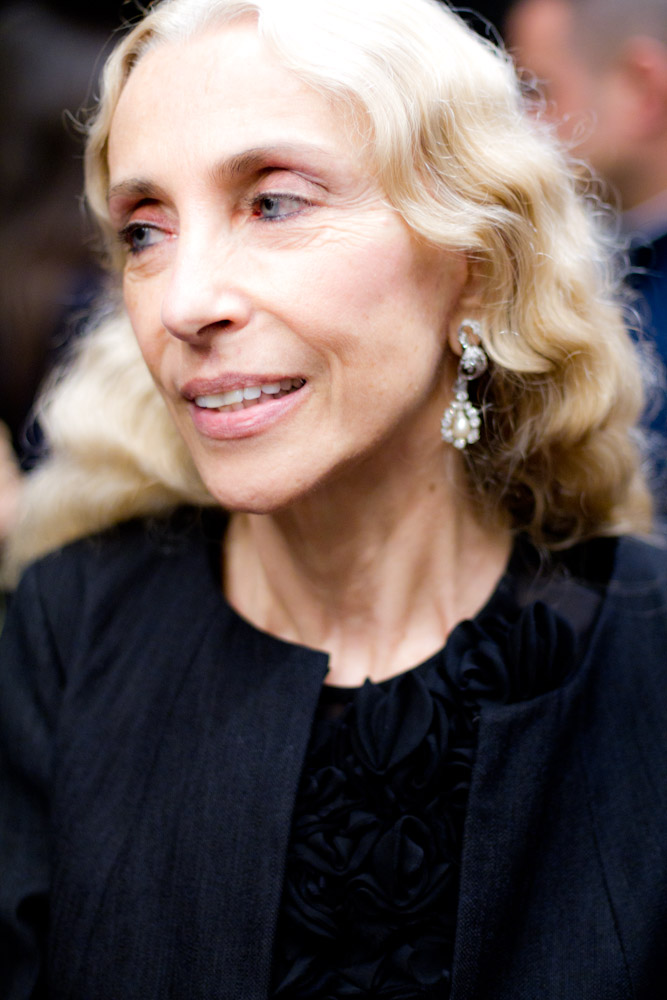
Sara Cimino: Franca Sozzani (2010)

Franca Sozzani (geboren 20. Januar 1950 in Mantua; gestorben 22. Dezember 2016 in Mailand) war eine italienische Journalistin und langjährige Chefredakteurin der italienischen Ausgabe der Modeillustrierten Vogue.

## Leben
Franca Sozzani war eine Tochter eines Ingenieurs. Sie besuchte das Liceo classico Virgilio in Mantua und studierte Literatur, Philosophie und Germanistik an der Università Cattolica del Sacro Cuore.
Sie begann 1976 als Praktikantin bei der Modezeitschrift Vogue Bambini und wurde 1980 Chefredakteurin der Frauenzeitschrift Lei. 1982 übernahm sie auch die Leitung bei Per Lui, beide Magazine wurden nach ihrem Weggang später eingestellt. Sie wurde von 1988 an bis zu ihrem Tod 2016 Chefin bei Vogue. Seit 1994 war sie auch herausgebende Direktorin im Verlag Condé Nast Italia der Condé Nast-Gruppe.
Sozzani gilt zusammen mit dem Fotografen Steven Meisel als Schöpferin der Marke Supermodel. Andere Fotografen, mit denen sie zusammenarbeitete, waren Peter Lindbergh, Paolo Roversi und Bruce Weber. Fabien Baron arbeitete bei ihr Ende der 1980er Jahre als Artdirector.
Sozzani fungierte als Herausgeberin einiger Sammelbände über Lifestyle-Themen. Sozzani wurde 2012 zum Ritter der Ehrenlegion ernannt und übernahm auch humanitäre Botschafter-Ehrenämter für die Vereinten Nationen.
Sozzanis Sohn, der Fotograf Francesco Carrozzini (* 1982), schuf seit 2011 einen Dokumentarfilm über seine Mutter Franca: Chaos and Creation, der 2016 bei den Internationalen Filmfestspielen von Venedig Premiere hatte.

## Schriften (Auswahl)
- Dolce & Gabbana. Schirmer/Mosel, München, 1999